# Theridion kraussi
Theridion kraussi là một loài nhện trong họ Theridiidae.
Loài này thuộc chi Theridion. Theridion kraussi được Brian John Marples miêu tả năm 1957.